# Vinkelförstoring

Figur 1: Vinkelförstoring hos ett vanligt förstoringsglas. Det röda objektet är placerat i linsens fokus och bilden befinner sig därför på oändligt avstånd. (Ögats, till höger, storlek har överdrivits för att visa bilderna på näthinnan, vars längder är proportionella mot synvinkeln.)

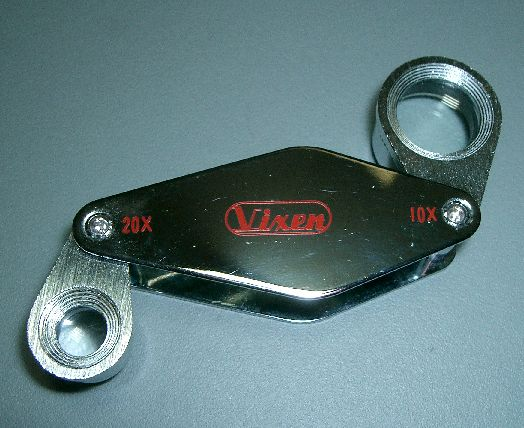
Ett instrument med två luppar med förstoringarna 10× respektive 20×. Notera skillnaderna i diameter - linsen i 20×-luppen är bara hälften så stor som i 10×-luppen.

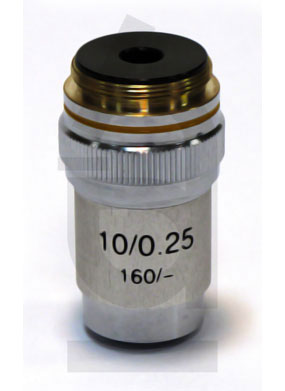
Mikroskopobjektiv med förstoringen 10×.

Vinkelförstoringen för optiska instrument, som kikare, förstoringsglas, luppar och ljusmikroskop, anger hur många gånger större synvinkeln till bilden av ett objekt observerat genom instrumentet blir, jämfört med observation av objektet utan instrument. Med beteckningar enligt figur 1 är vinkelförstoringen:
{\displaystyle G={\frac {\alpha _{i}}{\alpha _{o}}}} där {\displaystyle \alpha _{o}} är objektets synvinkel för det obeväpnade ögat och {\displaystyle \alpha _{i}} är synvinkeln genom instrumentet.
Om vinklarna är små (gaussoptik), kan de approximeras med respektive tangensvärden, vilket ger enkla uttryck för beräkning innehållande avstånd längs den optiska axeln (som fokallängd och avståndet mellan instrument och objekt) och tvärs densamma (i första hand objektets storlek). Vi har alltså approximationen:
{\displaystyle G={\frac {\alpha _{i}}{\alpha _{o}}}\approx {\frac {\tan \alpha _{i}}{\tan \alpha _{o}}}}
Vinkelförstoringen (i gaussoptisk mening) för ett instrument eller en instrumentdel (ett utbytbart okular eller objektiv) anges ofta på detsamma efterföljt av "×", exempelvis "10×" på en lupp anger att vinkelförstoringen är tio gånger (för kikare anges objektivdiametern i millimeter direkt efter: "8×40" anger att vinkelförstoringen är åtta gånger och att objektivdiametern är 40 mm).
Om bilden befinner sig på ändligt avstånd (som i figur 2) anger den linjära förstoringen förhållandet mellan bildens linjära storlek och objektets linjära storlek:
{\displaystyle m={\frac {h_{i}}{h_{o}}}}
Om bilden och objektet befinner sig på samma avstånd och vinklarna är små är den linjära förstoringen ungefär lika med vinkelförstoringen:
{\displaystyle m={\frac {h_{i}}{h_{o}}}={\frac {\tan \alpha _{i}}{\tan \alpha _{o}}}\approx G}
Vinkelförstoring och linjär förstoring är dimensionslösa och saknar sålunda enhet.

## Förstoringsglas
Ett vanligt förstoringsglas är en konvex lins och för en sådan gäller att om man placerar objektet (den röda pilen i figur 1) i linsens fokus får man en virtuell bild på oändligt avstånd och strålarna till en punkt på bilden är därför parallella (som de gröna strålarna i figur 1, vilka går till pilens spets på bilden). Vi har då, om vinklarna är små, att:
{\displaystyle G\approx {\frac {\tan \alpha _{i}}{\tan \alpha _{o}}}={\frac {h_{o}\cdot d_{o}}{f\cdot h_{o}}}={\frac {d_{o}}{f}}}
Förstoringsglasets vinkelförstoring är alltså beroende av avståndet från ögat till objektet och kan därför inte anges entydigt. Man anger därför linsens brytningsförmåga ("styrka") i dioptrier i stället för dess vinkelförstoring.
Exempel: Ett förstoringsglas med styrkan +4 dioptrier används för att läsa en text på 50 cm avstånd. Linsens fokallängd (brännvidd) är {\displaystyle f={\frac {1}{+4}}\ {\text{m}}=25\ {\text{cm}}} och vinkelförstoringen är därför {\displaystyle G={\frac {50}{25}}=2}. Hade vi i stället hållit texten 40 cm från ögat hade förstoringen varit {\displaystyle G={\frac {40}{25}}=1,6}.

## Lupp

Figur 2: Vinkelförstoring hos en lupp. hade varit ännu mindre om bilden varit skalenlig ("25 cm" är snarare 10 cm i bilden).

En lupp är i princip ett starkt förstoringsglas, men som används lite annorlunda eftersom diametern på linsen är liten och synfältet blir mycket litet om man inte håller luppen nära ögat. Man placerar därför vid användandet av en lupp objektet så nära ögat att det inte kan urskiljas skarpt utan luppen. Av denna anledning använder man standardavståndet 25 cm till objektet vid betraktande utan instrument (vilket anses vara värdet för ett normalt obeväpnat ögas närgräns). Med formeln för förstoringsglasets vinkelförstoring ovan får man då luppens förstoring till:
{\displaystyle G_{\infty }\approx {\frac {d_{o}}{f}}={\frac {25\ {\text{cm}}}{f}}}
Detta innebär att en lupp med förstoringen 10× har en fokallängd på 2,5 cm (det vill säga har en brytningsförmåga på 40 dioptrier - att jämföra med vanliga förstoringsglas som ligger på sådär en tiondel av detta). Men, när man använder en lupp placerar man ju inte objektet på 25 cm avstånd och håller luppen 2,5 cm framför detta, utan man håller luppen nära ögat och försöker gärna placera objektet så nära luppen att bilden hamnar vid ögats närgräns (i stället för i oändligheten - till skillnad mot vid användning av ett förstoringsglas). Med beteckningar enligt figur 2 blir luppens vinkelförstoring:
{\displaystyle G\approx {\frac {\tan \alpha _{i}}{\tan \alpha _{o}}}={\frac {h_{i}\cdot 25\ {\text{cm}}}{(d_{i}+l)\cdot h_{o}}}}
Med utnyttjande av {\displaystyle {\frac {h_{i}}{h_{o}}}={\frac {d_{i}}{d_{o}}}} (likformiga trianglar) kan vi då skriva om detta till:
{\displaystyle G\approx {\frac {d_{i}\cdot 25\ {\text{cm}}}{(d_{i}+l)\cdot d_{o}}}}
vilket med hjälp av formeln för tunna linser {\displaystyle {\frac {1}{f}}={\frac {1}{d_{o}}}-{\frac {1}{d_{i}}}\Leftrightarrow {\frac {d_{i}}{d_{o}}}=1+{\frac {d_{i}}{f}}} (avståndet till bilden är negativt eftersom bilden är virtuell) i sin tur ger formeln för luppens vinkelförstoring:
{\displaystyle G\approx \left(1+{\frac {d_{i}}{f}}\right)\cdot {\frac {25\ {\text{cm}}}{d_{i}+l}}\qquad (1)}
Om vi placerar bilden 25 cm från ögat ({\displaystyle d_{i}+l=25\ {\text{cm}}}) får vi:
{\displaystyle G_{25\ {\text{cm}}}\approx 1+{\frac {25\ {\text{cm}}-l}{f}}={\frac {f+25\ {\text{cm}}-l}{f}}\qquad (2)}
Det vill säga att om avståndet från ögat till luppen dessutom är lika med luppens fokallängd har vi:
{\displaystyle G_{25\ {\text{cm}}\ \land \ f=l}\approx {\frac {25\ {\text{cm}}}{f}}}
Placerar vi luppen så nära ögat att {\displaystyle d_{i}\approx d_{i}+l=25\ {\text{cm}}} blir uttrycket (2) ovan:
{\displaystyle G_{25\ {\text{cm}}\ \land \ l=0}\approx 1+{\frac {25\ {\text{cm}}}{f}}}
Om {\displaystyle d_{i}\gg f} och {\displaystyle d_{i}\gg l} får vi ur formeln för luppens vinkelförstoring:
{\displaystyle G_{d_{i}\rightarrow \infty }\approx \left({\frac {f+d_{i}}{f}}\right)\cdot {\frac {25\ {\text{cm}}}{d_{i}+l}}\approx {\frac {d_{i}\cdot 25\ {\text{cm}}}{f\cdot d_{i}}}={\frac {25\ {\text{cm}}}{f}}}
det vill säga uttrycket för vinkelförstoringen med bilden i oändligheten enligt ovan.
Luppens vinkelförstoring varierar således från "nominalvärdet" {\displaystyle {\frac {25\ {\text{cm}}}{f}}} (med bilden i oändligheten eller med bilden vid ögats närgräns och ögat i luppens fokalpunkt) uppemot {\displaystyle 1+{\frac {25\ {\text{cm}}}{f}}} (med bilden vid ögats närgräns och luppen mycket nära ögat).

## Mikroskop

Figur 3: Vinkelförstoring hos ett mikroskop. De gröna parallella strålarna markerar riktningen till "pilspetsen" på bilden i oändligheten. Notera att tublängden g i figuren är avsevärt förkortad i förhållande till ett verkligt mikroskop av illustrationstekniska skäl.

Figur 4: Oändlighetskorrigerat objektiv (L_{obj}) och tublins (L_{tub}). Principskiss (proportionerna, speceillt i vertikalled, är starkt överdrivna - fokalllängden för tublinsen är i verkligheten uppemot två decimeter, medan objektivets diameter handlar om någon millimeter, men i figuren är de ungefär likstora).

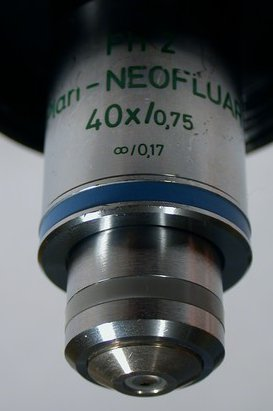
Oändlighetskorrigerat 40×-objektiv.

Ett enkelt mikroskop består i princip av två positiva (konvexa) linser:
- Ett objektiv (L1 i figur 3) med fokallängden f1
- Ett okular (L2 i figur 3) med fokallängden f2

Objektivet producerar en reell bild av objektet och okularet är en lupp som används för att betrakta denna bild. I figur 3 ser vi den reella bilden, med höjden {\displaystyle h_{p}} som är placerad i okularets fokus. Okularets bild ligger därmed i oändligheten och sålunda är okularets vinkelförstoring enligt avsnittet Lupp ovan:
{\displaystyle G_{2}\approx {\frac {250\ {\text{mm}}}{f_{2}}}}
Objektivets linjära förstoring är:
{\displaystyle m_{1}={\frac {h_{p}}{h_{o}}}={\frac {g}{f_{1}}}\qquad } (likformiga trianglar)
där {\displaystyle g} är den "optiska tublängden" ("inre fokalavståndet" eller "inre brännvidden"), det vill säga avståndet mellan objektivets och okularets respektive inre brännpunkter (som "standard" är detta avstånd ofta 160 mm).
Objektivet "levererar" alltså en bild som är {\displaystyle m_{1}} gånger större än objektet åt okularet/luppen och den totala vinkelförstoringen för mikroskopet blir sålunda:
{\displaystyle G=m_{1}\cdot G_{2}\approx {\frac {g\cdot 250\ {\text{mm}}}{f_{1}\cdot f_{2}}}}.
Moderna mikroskop är ofta "oändlighetskorrigerade", vilket innebär att objektivet avbildar objektet i oändligheten och att en "tublins" mellan objektivet och okularet skapar bilden som betraktas genom det senare (se figur 4). Detta ger ett utrymme mellan objektivet och tublinsen med parallella strålar som kan göras långt och därför tillåter införandet av olika komponenter som exempelvis filter eller stråldelare (till en kamera eller dylikt). Den linjära förstoringen för objektiv och tublins tillsammans blir:
{\displaystyle m_{1}={\frac {h_{p}}{h_{o}}}={\frac {f_{tub}}{f_{obj}}}\qquad } (likformiga trianglar)
och mikroskopets vinkelförstoring blir sålunda:
{\displaystyle G=m_{1}\cdot G_{2}\approx {\frac {f_{tub}\cdot 250\ {\text{mm}}}{f_{obj}\cdot f_{okular}}}},
det vill säga att den optiska tublängden hos ett traditionellt mikroskop motsvaras av tublinsens fokallängd (vilken varierar mellan 160 och 200 mm). Systemet innebär dock att synfältet krymper med ökande längd på "oändlighetsområdet" mellan objektivet och tublinsen (om man i figur 4 ökar avståndet mellan objektivet och tublinsen kommer färre och färre av de utritade strålarna från pilens spets att passera genom tublinsen; så när avståndet ungefär tredubblats kommer inga av strålarna att göra det och pilspetsen kommer därför inte längre att vara synlig). Oändlighetskorrigerade objektiv är märkta med ett oändlighetstecken ({\displaystyle \infty }) i stället för angivande av tublängden.

## Kikare och teleskop

Figur 5: Principskiss av keplerkikare.

Figur 6: Principskiss av galileikikare. De överdrivna proportionerna och vinklarna har, på grund av galileikikarens snäva synfält, tvingat ögat helt ur kurs.

Den vanligaste typen av kikare och refraktor är "keplerkikare" (efter Johannes Kepler) som, liksom ett enkelt mikroskop, består av två konvexa (positiva) linser:
- Ett objektiv (L1 i figur 5) med brännvidden f1.
- Ett okular (L2 i figur 5) med brännvidden f2.

Liksom hos mikroskopet producerar objektivet en reell bild, vilken betraktas med okularet som fungerar som en lupp. Skillnaden mellan ett mikroskop och en kikare är att objektet befinner sig mycket nära objektivet när man använder mikroskopet, medan det befinner sig så långt bort från kikarens objektiv att strålarna från en punkt på objektet kan betraktas som varande näst intill parallella (de från vänster inkommande röda strålarna i figur 5). Objektivets bild hamnar därför i eller strax bortom dess inre fokus (i fokus om objektet befinner sig på oändligt avstånd). Okularets läge justeras så att denna bild hamnar i okularets fokus och bilden som betraktas genom okularet ligger därför i oändligheten. Förhållandet för ett objekt på oändligt avstånd visas i figur 5 och med beteckningar enligt denna figur finner man att keplerkikarens vinkelförstoring (för ett objekt på oändligt avstånd) är:
{\displaystyle G={\frac {\alpha _{i}}{\alpha _{o}}}\approx {\frac {\tan \alpha _{i}}{\tan \alpha _{o}}}={\frac {f_{1}\cdot h_{p}}{h_{p}\cdot f_{2}}}={\frac {f_{1}}{f_{2}}}}
Galileikikaren (efter Galileo Galilei), som till skillnad mot keplerkikaren ger en rättvänd bild, har en konkav (negativ) okularlins i stället för en konvex (se figur 6). Objektivets bild placeras därför i okularets yttre fokus i stället för det inre. Vinkelförstorngen för ett objekt på oändligt avstånd är:
{\displaystyle G={\frac {\alpha _{i}}{\alpha _{o}}}\approx {\frac {\tan \alpha _{i}}{\tan \alpha _{o}}}={\frac {f_{1}\cdot h_{p}}{h_{p}\cdot |f_{2}|}}={\frac {f_{1}}{|f_{2}|}}}
Det vill säga samma som för keplerkikaren (bortsett från att i galileikikarformeln är absolutbeloppet nödvändigt). 
Spegelteleskop fungerar i princip som keplerkikare, men med den konvexa objektivlinsen utbytt mot en konkav spegel. Spegelns bild bildar tillsammans med brännvidden kateterna i en rätvinklig triangel med synvinkeln till objektet motstående bilden precis som i figur 5. Formeln för vinkelförstoringen blir därför densamma.